# Drzewica (herb szlachecki)
Drzewica – polski herb szlachecki, występujący głównie w ziemi krakowskiej i sandomierskiej.

## Opis herbu
W polu błękitnym półksiężyc złoty, pod nim i nad nim po gwieździe złotej. 
W klejnocie pięć piór strusich.

## Najwcześniejsze wzmianki
Herb średniowieczny z okresu dynastii Piastów, rok powstania między 1248 a 1296. Najwcześniejszy zapis z 1396. Legenda mówi, że godło to otrzymał od Leszka Czarnego Prokop z Drzewicy w nagrodę za dostarczenie informacji o jego wyborze na księcia krakowskiego.

## Herbowni
Bagrowski, Burakowicz Popławski, Burokiewicz-Popławski, Chochlik, Czapiewski, Czapniewski, Demlicz, Demritz, Demryc, Demrycz, Dębina, Dobrowolski, Drzewicki, Drzewiecki, Duchnicki, Duchnowicz, Duchnowski (Gotthard-), Dziaduski, Essen, Feldman, Gibroń, Gostomski, Gran, Hrehorowicz, Hryhorowicz, Jeż, Józefowicz, Kadłubowski, Kieselewski, Kieselowski, Kisłowski, Kisselowski, Korycki, Krakówka, Kulikowski, Kuszelewski, Ławiński, Łowieński, Łowiński, Ługowski, Marcinkowski, Markowski, Mikulski, Mikułowski, Mniszkowski, Modrzewski, Mucha, Ottowicz-Życki, Pacoski, Pasz, Paszewicz, Pieślak, Pinabel, Płoszyński, Podlesiecki, Pokotiło, Pokotyłło, Popławski, Potasowicki, Protasewicz, Protasiewicz, Protasowicki, Protasowicz, Protaszewicz, Przemieniecki, Rabiec, Raczkowski, Radliński, Rośniski, Ryściński, Sierzchowski, Sinikiewicz, Siuniekiewicz, Skaczkowski, Skorka, Sławiński, Sokołowski, Stokowski, Suszkowski, Syrewicz, Szuszkowski, Szylański, Szynkiewicz, Tylański, Wasielewski, Wasilewski, Wasiłowski, Wierzchowski, Witaliszewski, Wojszycki, Zajączkowski, Zajkowski, Zieleniewski, Zychcki, Zychecki, Zychocki, Żabiński, Żychcki, Żychecki, Żychocki, Życki, Żyszkow, Żywicki.
Granowie to rodzina kaszubska, od której pochodzić mieli Czapiewscy. Herb Drzewica przypisał im Emilian Szeliga-Żernicki, podając też inny, herb własny Gran.